# Gerard Cieślik
Gerard Cieślik (Chorzów, 24 de abril de 1927 - Chorzów, 3 de noviembre de 2013) fue un futbolista profesional polaco que jugaba en la demarcación de delantero.

## Biografía
Gerard Cieślik debutó como futbolista profesional en 1939 con el Ruch Chorzów. Desde entonces ganó la Ekstraklasa en 1951, 1952 y 1953 y la Copa de Polonia en 1951. Jugó un total de 237 partidos y marcó un total de 177 goles durante toda su trayectoria futbolística. Dos años después de su retiro en 1959, el Ruch Chorzów fichó a Cieślik como entrenador del equipo durante una temporada.
En 1999 Gerard Cieślik recibió la Cruz de Comendador de la Orden Polonia Restituta.
Gerard Cieślik falleció el 3 de noviembre de 2013 a los 86 años de edad.

## Selección nacional
Gerard Cieślik debutó con la selección de fútbol de Polonia en 1947, haciendo desde entonces un total de 27 goles en 46 partidos jugados.

## Clubes

### Como futbolista
| Club         | País    | Año         | Partidos | Goles |
| ------------ | ------- | ----------- | -------- | ----- |
| Ruch Chorzów | Polonia | 1939 - 1959 | 237      | 177   |

### Como entrenador
| Club         | País    | Año  |
| ------------ | ------- | ---- |
| Ruch Chorzów | Polonia | 1961 |

## Palmarés
Ruch Chorzów
- Ekstraklasa (3): 1951, 1952 y 1953
- Copa de Polonia: 1951